# Unalom

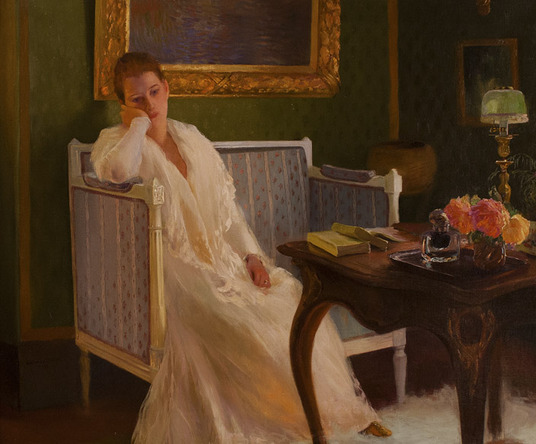
Unalom, Gaston de La Touche, 1893

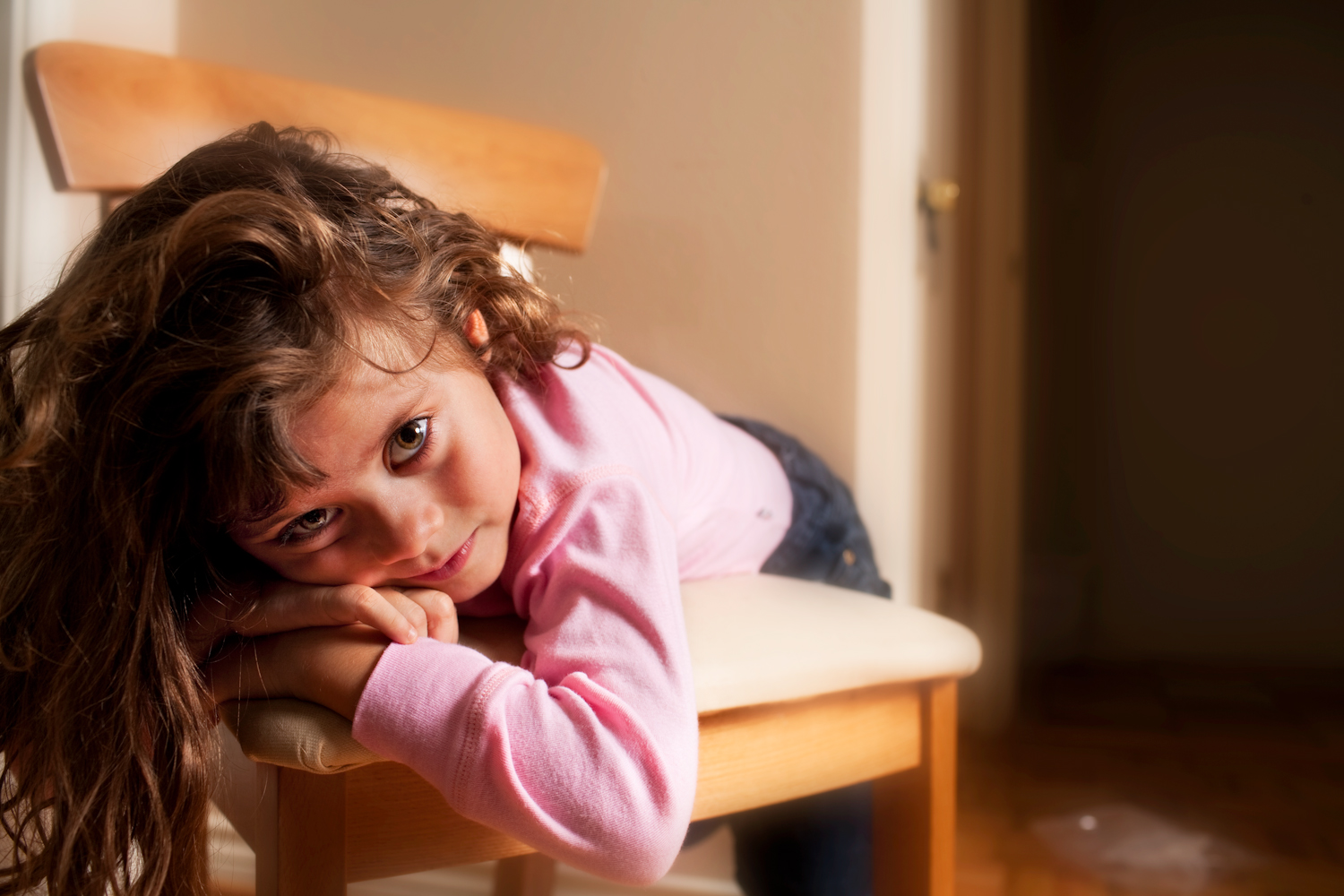
Egy unatkozó kislány

Az unalom érdeklődés nélküli lelkiállapot; az a hangulat, érzelmi szint vagy lelkiállapot, amikor valaki nem tudja eldönteni, hogy mit csináljon, és inkább tétlen, pedig képes volna cselekedni. Kedvetlen és határozatlan. Ilyenkor nehéz meggyőzni egy tevékenység jóságáról, nem lehet döntést szerezni tőle. Inkább töpreng a dolgokon, mintsem cselekedne.

## Jellemzői
Az unalom  magyarázatánál abból kell kiindulunk, hogy természetünk szüntelenül a neki megfelelő pszichofizikai tevékenység kifejtésére vágyik. E tevékenység hiánya okozza az unalmat, amelynek külső jele az ásítás szokott lenni. Az unalom bizonyos egyensúlyhiányt jelent, okának többféle távolabbi forrása lehet : így a fáradtság, az elteltség (élvezetekkel, benyomásokkal), foglalkozásunk tárgyának ránk nézve érdektelen vagy érthetetlen volta stb. Az unalom érzése arra figyelmeztet, hogy a pillanat benyomásai érdektelenek számunkra s mivel ez az érzés a kellemetlenek közé tartozik, szabadulni igyekszünk tőle. Az unalom, Pascal szerint, hozzátartozik emberi mivoltunkhoz; hozzá kell azonban tennünk, hogy egyedül a kisgyermek az, aki nem tud unatkozni. Az unalomtól való szabadulás vágya mutatkozik a szórakozások, mulatságok, munka keresésében. Rousseau szerint a „puszta“ vagyis „természetes“ emberi lét, távol minden műveltségtől, szabadítana meg bennünket az unalomtól, mások szerint a tevékeny, teljes élet.
Az iskolában az unalmasság Herbart szerint „halálos bűn“. A tanítónak tehát érdekességre, vagyis a tanulók érdeklődésének megfelelő tanításra kell törekednie ; ez a „vonzó pedagógia“. Az unalom oka a sok, vagy a nagyon kevés képzet is lehet; a tanítónak tehát a helyes mértéket kell eltalálnia, azaz a tanulók képzetköréből kell kiindulnia.

## A kultúrában
- Alberto Moravia: Az unalom. Regény; ford. Zsámboki Zoltán, bev. Sükösd Mihály; Európa, Bp., 1969